# Pronyssa andrsi
Pronyssa andrsi is een keversoort uit de familie van de loopkevers (Carabidae). De wetenschappelijke naam van de soort is voor het eerst geldig gepubliceerd in 2001 door J.Moravec & Wiesner.